# RAF 3.0 (Album)
RAF 3.0 ist das zweite Soloalbum des österreichischen Rappers RAF Camora, der hierbei unter dem Namen RAF 3.0 auftritt. Es erschien am 24. Februar 2012 über das Wiener Label Irievibrations Records auf CD, MP3, Doppel-Schallplatte sowie als limitierte Amazon-Edition mit T-Shirt.

## Hintergrund
Im Dezember 2010 gab RAF 3.0 (noch unter dem Namen RAF Camora) bekannt, dass er künftig keine reine Hip-Hop-Musik mehr machen wird und ein Album im Dancehall-Stil in Arbeit sei. Wenige Zeit später nahm er mit KD-Supier in Málaga neue Tracks auf. Ursprünglich sollte der Tonträger im Herbst 2011 erscheinen, der Veröffentlichungstermin wurde allerdings nach hinten verschoben. Die Releasefeier fand am 24. Februar 2012 in einem Wiener Einkaufszentrum statt. Das Album erschien beim Wiener Label Irievibrations Records, bei welchem RAF 3.0 bereits zuvor ein französischsprachiges Album veröffentlichen wollte, welches allerdings nicht zustande kam. Außerdem wurde die Produktion vom Österreichischen Musikfonds gefördert.

## Produktion
Das Album wurde von RAF Camora selbst (10 Songs) sowie den Musikproduzenten KD-Supier (12), Benno Calmbach (2), Ville Hermanni Valo, Max Mostley, Syrix, The Royals, B-Case, Beatzeps und KD-Beatz (je 1) produziert. An der Produktion der Bonussongs waren RAF Camora (3), KD-Supier (1), Benno Calmbach (2) und zusätzlich Cristalbeats (1) beteiligt.
RAF Camora und KD-Supier waren zudem beim gesamten Album als Executive Producer tätig.

## Covergestaltung
Auf dem schlicht gehaltenen Albumcover befindet sich groß und mittig eine graue 3D-Darstellung des Logo von RAF 3.0. Am oberen Bildrand steht der Schriftzug RAF Camora ist in Weiß. Der Hintergrund ist komplett schwarz gehalten.

## Gastbeiträge
Auf vier bzw. sechs Liedern des Albums sind neben RAF 3.0 weitere Künstler vertreten. So hat der Rapper Nazar einen Gastauftritt im Lied Fallen, während der Marteria auf dem Song Playmobil zu hören ist. Die jamaikanischen Reggae-Musiker Konshens und Sizzla sind auf Luxus bzw. Nicht mit uns vertreten. Außerdem befinden sich auf der Premium-Edition des Albums zwei weitere Kollaborationen. Roboter Remix ist eine Zusammenarbeit mit den Rappern MoTrip und Silla und auf Reichtum tritt der Rapper Tarek K.I.Z in Erscheinung.

## Titelliste
| Nr.          | Titel                        | Produzent(en)                              | Länge |
| ------------ | ---------------------------- | ------------------------------------------ | ----- |
| 1.           | Intro (Das dritte Auge)      | RAF Camora, KD-Supier                      | 0:59  |
| 2.           | Roboter                      | RAF Camora, KD-Supier                      | 3:33  |
| 3.           | Registriert                  | RAF Camora, Benno Calmbach                 | 3:39  |
| 4.           | Fallen (feat. Nazar)         | RAF Camora, KD-Supier, Ville Hermanni Valo | 4:33  |
| 5.           | Sklave                       | KD-Supier                                  | 3:10  |
| 6.           | Lach für mein Twitta         | RAF Camora, KD-Supier, Max Mostley         | 3:19  |
| 7.           | Nichts verletzt so           | RAF Camora, Syrix                          | 3:05  |
| 8.           | In meiner Zone               | KD-Supier                                  | 3:28  |
| 9.           | Wie kannst du nur            | RAF Camora, KD-Supier                      | 3:23  |
| 10.          | Playmobil (feat. Marteria)   | RAF Camora, KD-Supier, Benno Calmbach      | 3:54  |
| 11.          | Luxus (feat. Konshens)       | KD-Supier, The Royals                      | 3:23  |
| 12.          | Crown Club                   | B-Case, Beatzeps, KD-Beatz                 | 3:00  |
| 13.          | Nicht mit uns (feat. Sizzla) | RAF Camora, KD-Supier                      | 4:43  |
| 14.          | Dumm & Glücklich             | RAF Camora, KD-Supier                      | 3:15  |
| 15.          | Tumor                        | KD-Supier                                  | 4:53  |
| Gesamtlänge: | Gesamtlänge:                 | Gesamtlänge:                               | 52:17 |

| Nr.          | Titel                               | Produzent(en)              | Länge |
| ------------ | ----------------------------------- | -------------------------- | ----- |
| 1.           | Roboter Remix (feat. MoTrip, Silla) | RAF Camora, KD-Supier      | 2:45  |
| 2.           | Jeder Tag                           | RAF Camora                 | 3:23  |
| 3.           | Hinter mir                          | RAF Camora, Benno Calmbach | 3:45  |
| 4.           | Reichtum (feat. Tarek K.I.Z)        | Cristalbeats               | 2:44  |
| 5.           | Wo sind die Winner                  | Benno Calmbach             | 4:00  |
| Gesamtlänge: | Gesamtlänge:                        | Gesamtlänge:               | 16:37 |

## Chartplatzierungen und Singles
RAF 3.0 stieg am 9. März 2012 auf Rang sieben in die deutschen Albumcharts ein. Insgesamt konnte es sich zwei Wochen in den Top 100 halten. Am selben Tag stieg das Album in den Ö3 Austria Top 40 auf Platz fünf ein, dort konnte es sich ebenfalls zwei Wochen in der Hitparade halten. In der Schweizer Hitparade belegte das Album am 11. März 2012 Position 22 und war bereits in der folgenden Woche nicht mehr in den Top 100 vertreten. In Deutschland und der Schweiz erreichte RAF Camora das erste Mal in seiner Karriere die Albumcharts. In Österreich war RAF 3.0 sein dritter Albumcharterfolg, jedoch der erste in den Top 10.
| ChartsChartplatzierungen | Höchstplatzierung | Wochen |
| ------------------------ | ----------------- | ------ |
| Deutschland (GfK)        | 7 (2 Wo.)         | 2      |
| Österreich (Ö3)          | 5 (2 Wo.)         | 2      |
| Schweiz (IFPI)           | 22 (1 Wo.)        | 1      |

Am 23. Dezember 2011 erschien die erste Single Roboter, die sich nicht in den Charts platzieren konnte. Am 20. Januar 2012 folgte das Lied Fallen (feat. Nazar), das Platz 96 bzw. 57 der deutschen bzw. österreichischen Singlecharts erreichte. Für beide Künstler bedeutete dies den jeweils ersten Singlecharterfolg in Deutschland und Österreich. Eine Woche vor Albumveröffentlichung erschien die letzte Single Wie kannst du nur, die sich auf Rang 91 der deutschen und Position 73 der österreichischen Hitparade platzieren konnte.
Zu allen Auskopplungen wurden auch Musikvideos veröffentlicht.

## Rezeption
| Professionelle Bewertungen | Professionelle Bewertungen |
| -------------------------- | -------------------------- |
| Kritiken                   |                            |
| Quelle                     | Bewertung                  |
| laut.de                    | [ 15 ]                     |

Gute Kritik bekam das Album vom Internetportal laut.de, auf dem RAF 3.0 mit vier von fünf Sternen bewertet wurde. „Sowohl das musikalische Upgrade als auch die thematische Umorientierung zahlen sich für RAF 3.0 voll aus. Der Österreicher definiert nicht nur sich selbst neu, sondern hebt sich mit seiner Weiterentwicklung auch von der weitläufigen Deutschrap-Landschaft ab“, schreibt der Redakteur Simon Langemann.